# کارهواز
کارهواز (به اسپانیایی: Carhuaz) یک منطقهٔ مسکونی در پرو است که در Carhuaz Province واقع شده‌است.